# 1 Giant Leap (album)
1 Giant Leap è l'album di debutto dell'omonimo duo formato da Jamie Catto e Duncan Bridgeman. È stato pubblicato nell'aprile del 2002 dall'etichetta Palm Pictures.
Alla realizzazione del disco hanno partecipato numerosi ospiti tra i quali: Baaba Maal, Robbie Williams, Michael Franti, Grant Lee Phillips e Michael Stipe.

## Tracce
1. Dunya Salam (feat. Baaba Maal) – 3:06
2. My Culture (feat. Robbie Williams & Maxi Jazz) – 5:38
3. The Way You Dream (feat. Michael Stipe, Whirimako Black & Asha Bhosle) – 8:20
4. Ma' Africa (feat. The Mahotella Queens & Ulali) – 4:48
5. Braided Hair (feat. Speech & Neneh Cherry) – 4:03
6. Ta Moko (feat. Whirimako Black) – 5:09
7. Bushes (feat. Baaba Maal) – 6:32
8. Passion (feat. Michael Franti & Baligashma Xylophone Group) – 5:46
9. Daphne (feat. Eddi Reader, The Mahotella Queens, Pops Mohamed & Revetti Sakalar) – 7:03
10. All Alone (On Eilean Shona) (feat. Duncan Bridgeman & Mahotella Queens) – 7:50
11. Racing Away (feat. Grant Lee Phillips, Horace Andy & Kaolin Thompson) – 5:58
12. Ghosts (feat. Eddi Reader) – 6:34